# Tatsuya Egawa
Tatsuya Egawa (jap. 江川 達也, Egawa Tatsuya; * 8. März 1961 in Nagoya) ist ein japanischer Manga-Zeichner.

## Biografie
Egawa absolvierte ein Mathematik-Studium an der Pädagogischen Hochschule Aichi und unterrichtete danach für fünf Monate Mathematik an einer Grundschule in Nagoya, bis er sich dem Comiczeichnen zuwandte. Er arbeitete in der folgenden Zeit etwa als Assistent bei Hiroshi Motomiya. Seine erste Veröffentlichung hatte er 1984, als das erste Kapitel seiner Serie Be Free! im Manga-Magazin Morning herauskam. Diese schloss er 1988 nach über 2700 Seiten, die vom Kōdansha-Verlag auch in zwölf Sammelbänden zusammengefasst wurden, ab. Be Free! handelt von einem Lehrer an einer Oberschule, der seine Schüler auf freundschaftlicher Basis unterrichtet und mit ihnen seine Lebenserfahrung teilt. Während der Arbeit an Be Free! war Kōsuke Fujishima einer seiner Assistenten.
Während sich Be Free! als Seinen-Manga vor allem für erwachsene Männer konzipiert war, zeichnete er sein nächstes Werk für eine jüngere Leserschaft: Magical Tarūto-kun erschien von 1988 bis 1992 wöchentlich im auflagenstärksten Manga-Magazin Shōnen Jump, wurde auch als Anime für das Fernsehen umgesetzt und umfasst über 3900 Seiten in 21 Sammelbänden. Darin erzählt Egawa von einem schwächlichen Grundschüler, der einen kleinen Zauberer trifft und von diesem von nun an Beistand in allen Lebenslagen erhält.
1992 begann er zwei Seinen-Manga: Golden Boy und Tōkyō Daigaku Monogatari. Golden Boy ist eine freizügige und humorvolle Geschichte um einen jungen Mann, der sein Studium abbricht und mit dem Mountainbike umherzieht. Dieser Manga wurde von 1992 bis 1998 im Super Jump veröffentlicht, danach erschien er auch in zehn Sammelbänden. Tōkyō Daigaku Monogatari, das von einem Pärchen und ihren Bemühungen, die Aufnahmeprüfung für die beste Universität Japans zu schaffen, sowie dem anschließenden Studentenleben erzählt, ist mit einem Umfang von über 7000 Seiten in 34 Büchern Egawas bislang längster Manga. Die Serie kam bis 2001 im Big Comic Spirits-Magazin bei Shōgakukan heraus und wurde als Realfilm umgesetzt.
Es folgten Serien für die Magazine Allman und Young Magazine sowie von 2001 bis 2005 eine Umsetzung des klassischen Romans Genji Monogatari. Von 2001 bis 2006 veröffentlichte er in Big Comic Spirits Nichiro Sensō Monogatari, einen historischen Manga in circa 4400 Seiten und 22 Sammelbänden über den Russisch-Japanischen Krieg.
2003 führte er Regie bei dem Pornofilm Akogare no Kateikyōshi (憧れの戦闘員).

## Werke
- Be Free!, 1984–1988
- Magical Tarūto-kun (まじかる☆タルるートくん, majikkaru tarūto-kun), 1988–1992
- Golden Boy, 1992–1998
- Tōkyō Daigaku Monogatari (東京大学物語), 1992–2001
- Take-chan to Papa (タケちゃんとパパ), 1995–1997
- Happy Boy, 1996–1997
- Madō Tenshi Unpoko (魔動天使うんポコ), 1997–1999
- Deadman, 1998–2000
- Last Man (ラストマン, rasutoman), 1998–2001
- Bunkasai ura Jikkō Iinkai (文化祭ウラ実行委員会), 2000–2001
- Nichiro Sensō Monogatari (日露戦争物語), 2001–2006
- Genji Monogatari (源氏物語), 2001–2005
- One Zero Nine, 2002
- Kachiku-jin Yabu (家畜人ヤプー), 2002–2006
- Kateikyōshi Jingū Yamamika (家庭教師神宮山美佳), seit 2007